# Донат Безансонский
Донат Безансонский (умер в 660 году) — архиепископ Безансона. День памяти — 7 августа.
Святой Донат Безансонский (или Донат Кламорганский) был сыном благородных родителей, галло-римлян Вальделена и Элии Флавии (лат.: Aelia Flavia), и братом герцога Рамелена (Ramelène).
Оказавшись в Люксёе под руководством святого Коломбана, он следовал его правилу на протяжении всей своей жизни. Основатель монастыря святого Павла в Безансоне, он разработал правила для монастыря Жюсса-Мутье, которые были включены Жаном Мабийоном в его «Анналы ордена Святого Бенедикта» («Annales ordinis S. Benedicti»).